# バチスカーフ

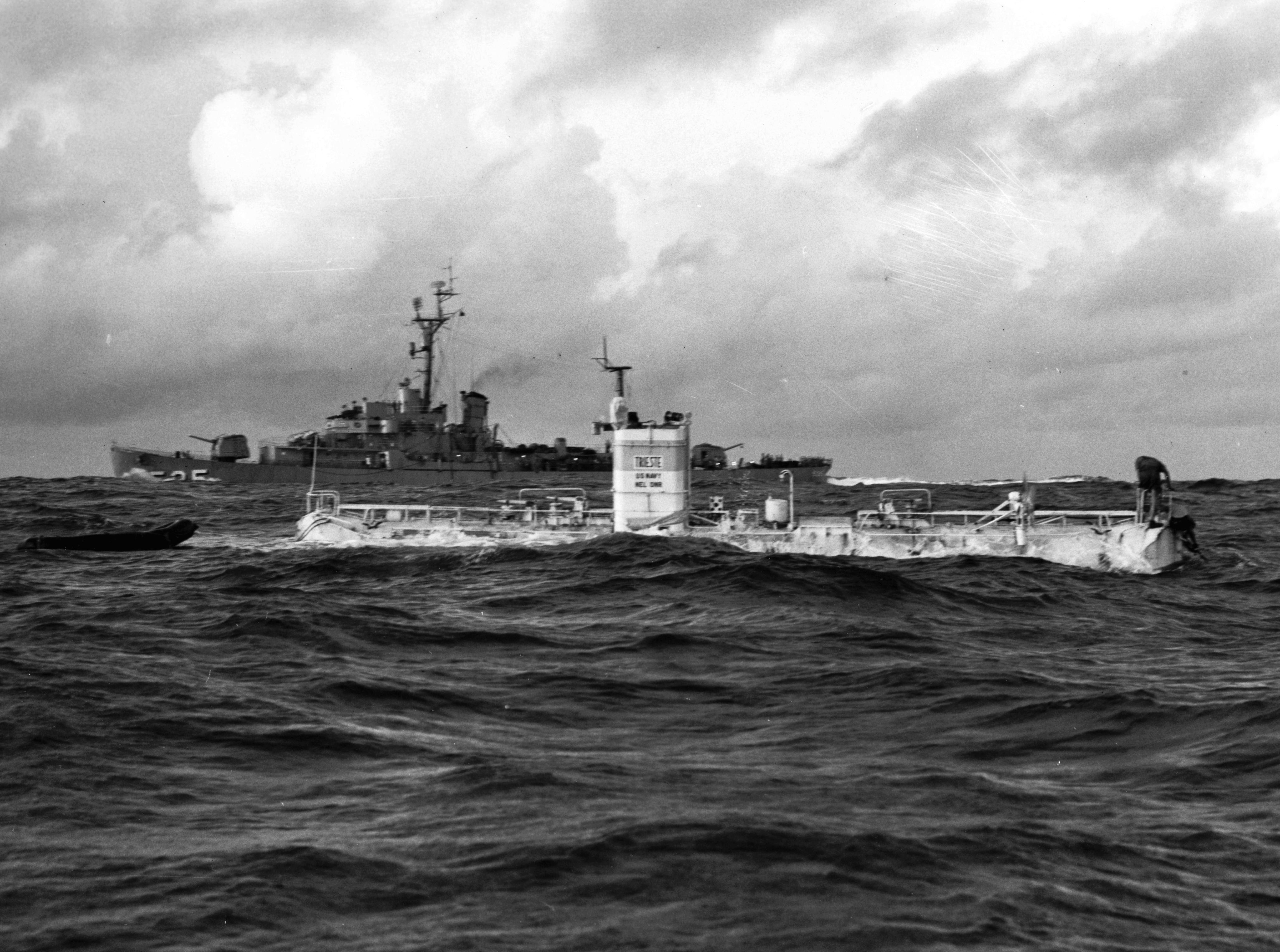
バチスカーフ・トリエステ（マリアナ海溝に潜る直前の写真）

バチスカーフ（Bathyscaphe、-scape、-scaph）とは、スイスの物理学者オーギュスト・ピカールによって発明された、推進力をもち深海を自由に動き回ることが可能な小型の深海探査艇である。ギリシア語の「bathys（深い）」と「skaphos（船）」を合わせた造語である。歴史的経過などにより、現在は深海探査艇のうちピカールが設計（デザイン）した一連の個体、およびそれに類似したタイプを指す総称となっている。広義の探査艇全般に関しては、深海探査艇の記事を参照。

## 構造

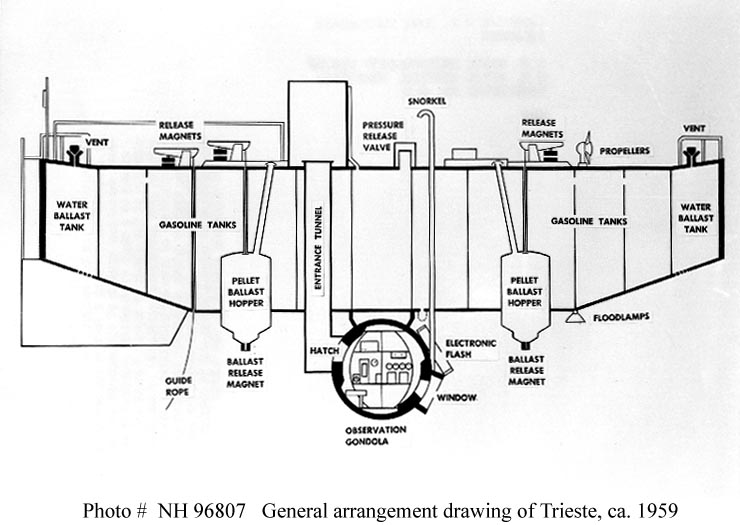
トリエステ号の内部構造

艇はフロート、キャビン、水バラストタンク、固形バラスト収納部、動力部などからなる。
フロートには浮力材として入手しやすく、水より軽いガソリンが充填されている。ガソリンのような液体は圧力によって体積がほとんど変わらず、液体で満たしておけば周囲の水圧がフロートを押し潰すような力は加わらない。このため、フロートのガソリンタンクはさほど頑丈に作る必要がない。使用されるガソリンは潜水海域に到着してから注入される。潜水が終了してからガソリンを回収して窒素ガスを注入する。

人が乗るキャビンは潜水球と同様の構造をしているが、古典的な潜水球のようにケーブルで海面上の船舶などより吊り下ろされているのではなく、艇の一部をなすフロート（浮き）より懸下されている。キャビン内部は海面上の気圧に近い圧力の空気で満たされているため、周囲の水圧との莫大な圧力差に耐えなければならず、極めて頑丈に作られている。

## 操作
バチスカーフは潜水艦と同様に、海上では水バラストタンクに空気を満たして艇体を浮かせ、潜行する際にタンクへ海水を入れる。しかしバチスカーフの潜ることが想定されている深度では水圧が高すぎ、潜水艦のようにタンク内の水を圧縮空気で排水して浮上することは困難である。（例えばチャレンジャー海淵の底における水圧は、通常の「H式」ボンベの圧力の7倍以上である）。
そのためバチスカーフは、排水する代わりに砲丸型の固形バラストを捨てて浮上する。これは海底に残される。固形バラスト収納部は漏斗型をしていて、底がつねに開いている。漏斗の口の部分に装備された電磁石によってバラストが保持されていて、浮上に新たな動力を必要としない。また、もし事故で電力が切れてもバラストは重力にしたがって落下し、艇が自動的に浮上するためフェイルセーフである。
前述のフロート内のガソリンを排出し、海水（ガソリンより比重が高い）を取り入れることで浮力を微調整することも可能である。

## 実績
最初のバチスカーフFNRS-2は、ベルギー国立科学研究基金（FNRS）に因んで名づけられた。これはベルギーで1946年から48年にかけて、ピカールによって建造された。推進力は電池駆動のモーターであった。1948年11月3日の西アフリカのダカール沖での試験潜行では無人で1394m潜行したのみだったが、ピカールは希望を抱いた。深海の圧力に耐圧殻は耐えたものの、波によりフロートが破損して内部のガソリンが漏れてしまった。FNRS-2はFNRSの資金が少なくなったのでフランス海軍に売却され、改造されFNRS-3になった。ピカールは当初、相談役としてフランス海軍の作業に参加したが、1年程度で離脱した。オーギュストの息子のジャック・ピカールも関心を抱き、FNRS-2の開発に参加するようになっていた。ジャック＝イヴ・クストーも改造されたFNRS-3に搭乗した。
ピカール第二のバチスカーフはトリエステ号であり、これは1957年、アメリカ海軍に買い上げられた。トリエステ号は2つの水バラストタンクと、12万リットルのガソリンが詰まった11個の浮力タンクを持っていた。トリエステ号の耐圧殻はFNRS-2のような鋳造ではなく、鍛造だった。トリエステには溶融石英よりも強靭で透明度が高い第二次世界大戦中に航空機のキャノピーの素材として使用されたアクリル製の厚みが15cmの観測窓が備えられた。地中海での潜行は成功したが、世界最深のチャレンジャー海淵に潜行するためには資金が不足していた。そのため、1955年頃にロンドンでの科学会議で、アメリカ海軍研究局（ONR）に勤務していた地質学者のロバート・ディーツが海軍に交渉し、冷戦だった当時、ソビエトに対して優位性を示したい海軍との思惑が一致してトリエステの計画を支援する運びとなった。1957年の夏にONRの支援で地中海に潜行した。また、1958年7月18日には日仏合同で日本海溝学術調査が行われ、宮城県沖で水深3000mの深度に到達した。同年、ONRは$250000でトリエステを購入した。ジャックもこの計画に参加することに了承した。チャレンジャー海淵への潜行には当初ジャックは搭乗しない予定だったが、ジャックが搭乗を強く求めて認められた。
1960年、トリエステ号は、ピカールの息子ジャック・ピカールとドン・ウォルシュ大尉の操縦によって地球表面で最も深い地点、すなわちマリアナ海溝のチャレンジャー海淵に到達した。2012年に、映画監督のジェームズ・キャメロンが潜水艇「ディープシーチャレンジャー」で同じチャレンジャー海淵最深部に潜るまで、2人は他に並ぶもののない「世界最深の男」だった。船内の機器は深度を37,800フィート（11,521メートル）だと示したが、後にこの値は塩分と温度による誤差を考慮して36,813フィート（11,221メートル）に修正された。1995年、日本の無人深海探査機「かいこう」による精密な測定の結果、チャレンジャー海淵は更に浅く、35,798フィート（10,911メートル）であることが判明した。

### ギャラリー

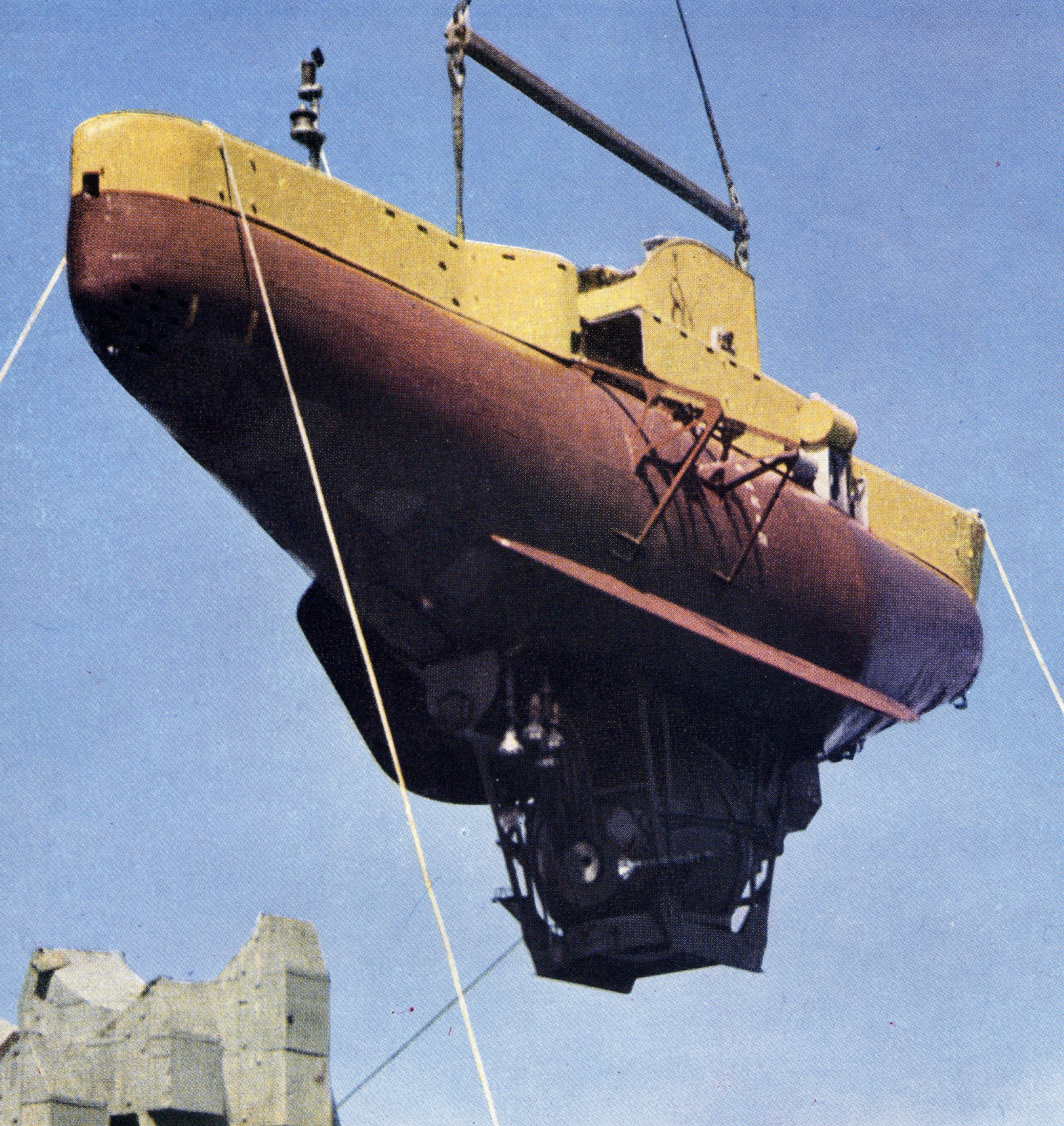
FNRS-3
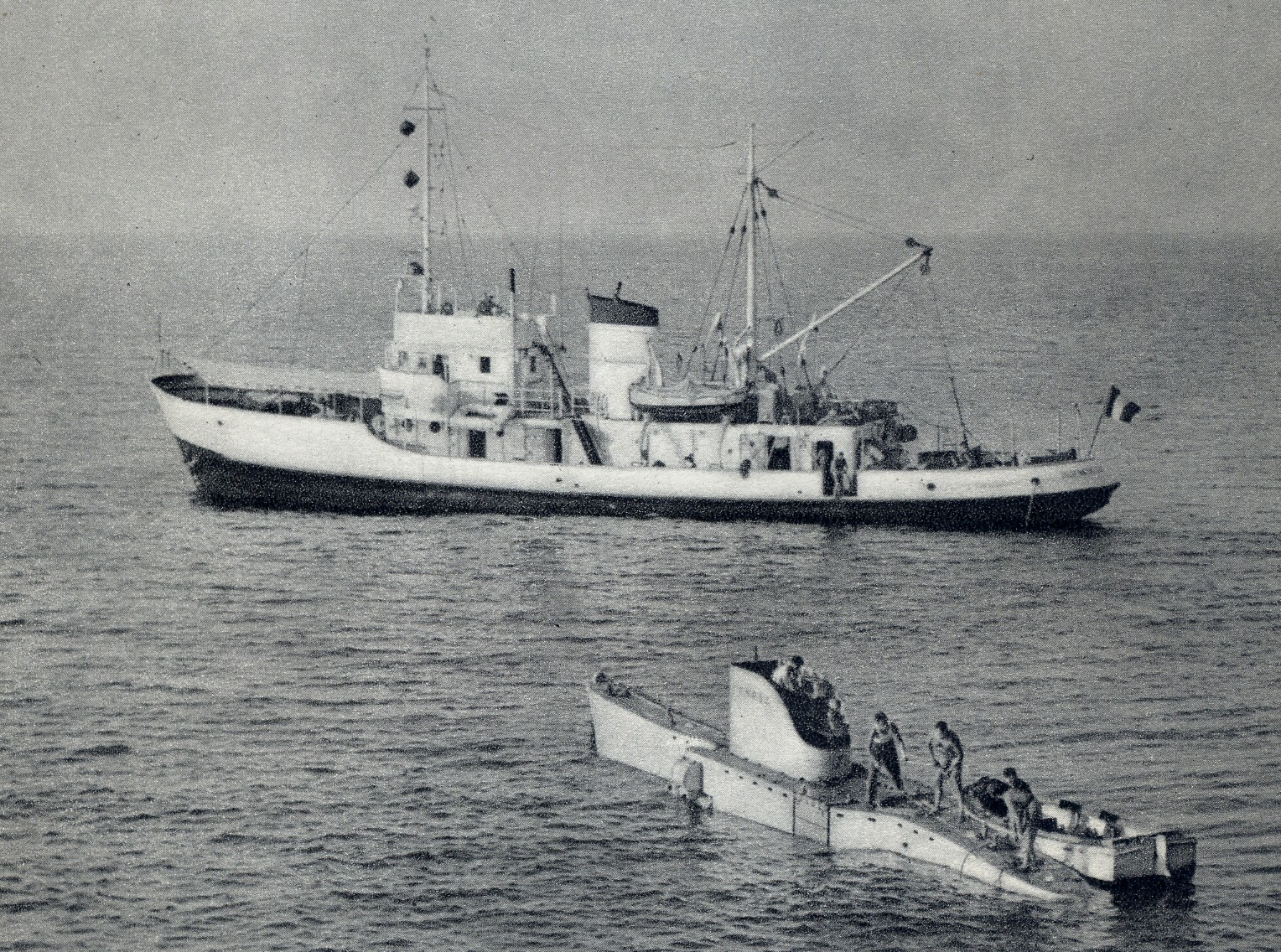
運用中のFNRS-3
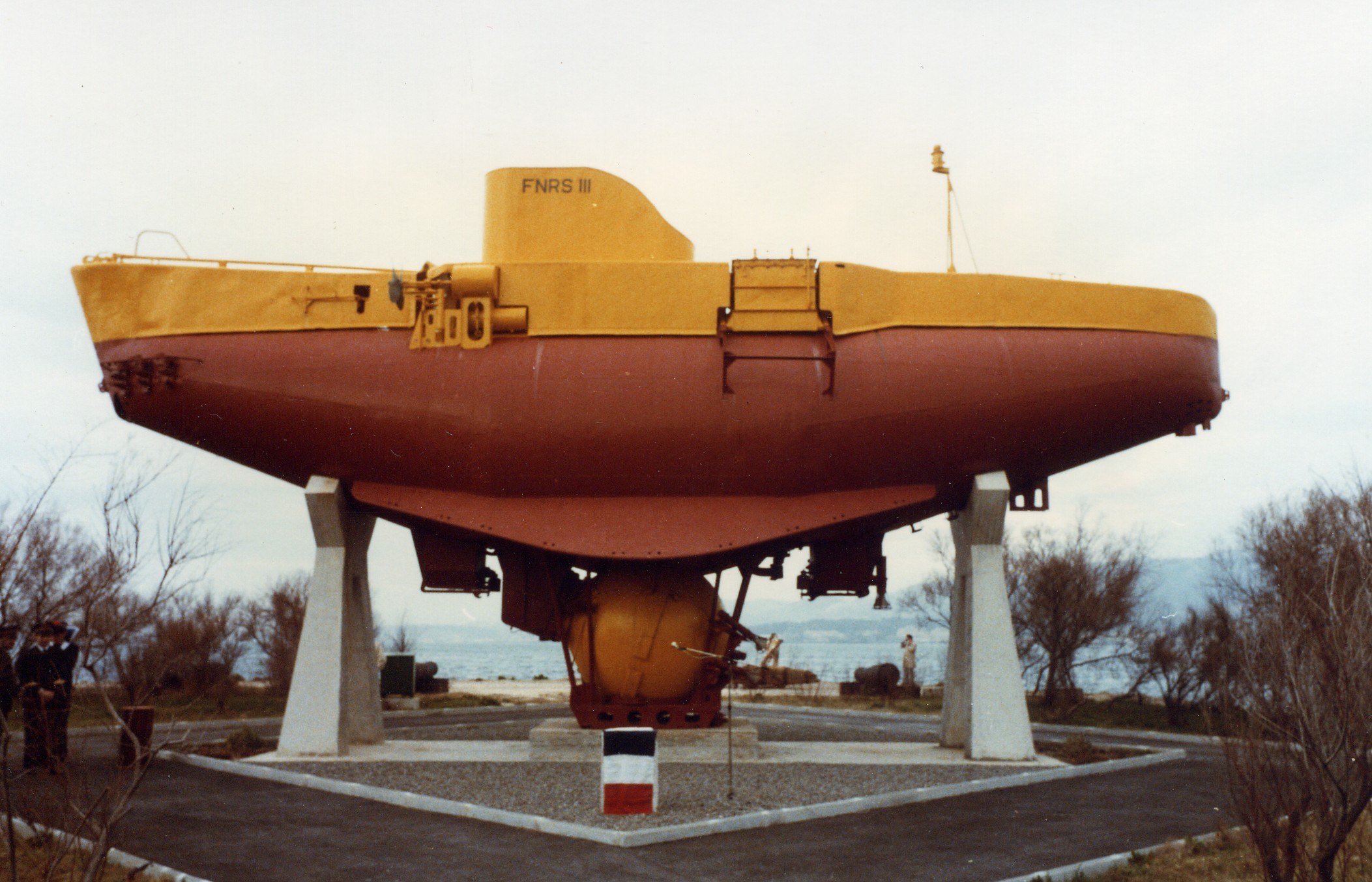
トゥーロンに保存されているFNRS-3

## 文献
- Houot, Georges; Willm, Pierre (1954) (フランス語). Le Bathyscaphe à 4050 m. au fond de l'océan. Éditions de Paris. OCLC 8429243
  - Houot, Georges; Willm, Pierre (1955) (英語). 2000 Fathoms Down. Dutton. OCLC 1078011
  - G. ウオ、P. ウィルム『4000米の深海をゆく』新潮社〈人と自然叢書〉、1957年。ASIN B000JAXQE8。 NCID BN04504340。
- Houot, Georges; Willm, Pierre (1958) (フランス語). La Découverte sous-marine de l'homme-poisson au bathyschaphe. Bourrelier. OCLC 8429208
- Houot, Georges (1972) (フランス語). Vingt ans de Bathyscaphe. Arthaud. OCLC 764285